# Axel Müller
Axel Müller (25 de novembro de 1993) é um jogador de rugby sevens argentino.

## Carreira
Axel Müller integrou o elenco da Seleção Argentina de Rugbi de Sevens, na Rio 2016, que foi 6º colocada.